# John Tierney
John F. Tierney (Salem, 18 settembre 1951) è un politico statunitense, membro della Camera dei Rappresentanti per lo Stato del Massachusetts dal 1997 al 2015.

## Biografia
Nato e cresciuto nel Massachusetts, Tierney si laureò in giurisprudenza alla Suffolk University e in seguito lavorò come avvocato. Per vent'anni fu membro della camera di commercio di Salem, divenendone presidente nel 1995.
Entrato in politica con il Partito Democratico, nel 1994 si candidò alla Camera dei Rappresentanti contro il deputato repubblicano in carica Peter Torkildsen, ma venne sconfitto. Due anni più tardi, Tierney sfidò nuovamente Torkildsen riuscendo a sconfiggerlo e venendo così eletto deputato. Nel 1998 Tierney e Torkildsen si affrontarono per la terza volta nella competizione elettorale per il seggio e anche in questo caso Tierney prevalse.
Negli anni successivi, Tierney venne riconfermato dagli elettori per sei volte, sconfiggendo con ampio margine di scarto tutti i candidati repubblicani. Nel 2012 affrontò per la prima volta dopo molti anni una campagna elettorale piuttosto impegnativa: l'immagine pubblica di Tierney era infatti stata danneggiata da uno scandalo che aveva visto sua moglie patteggiare una condanna per il coinvolgimento in un'operazione illegale dei suoi fratelli. L'avversario repubblicano di Tierney, Richard Tisei, attaccò duramente il deputato in carica accusandolo di disonestà verso gli elettori, ma nonostante tutto Tierney riuscì ad essere rieletto di misura.
Due anni dopo, Tierney lasciò il Congresso al termine del suo nono mandato, dopo essere stato sconfitto nelle primarie democratiche da Seth Moulton, che venne successivamente eletto deputato.